# Сефланд, Пер
Пер Сефланд (норв. Per Sefland; род. 27 января 1949 года) — норвежский политик, занимавший пост губернатора Шпицбергена в период с 1 октября 2005 года по 16 сентября 2009 года.
Сефланд родился в городе Эвье, коммуна Эвье-ог-Хорннес в губернии Эуст-Агдер. В 1975 году окончил Университет Осло по специальности — юрист, параллельно с учёбой работал в полиции. В период с 1975 по 1976 годы Сефланд работал в Министерстве Юстиции, а с 1976 по 1979 годы работал инспектором в полиции губернии Мёре-ог-Ромсдал.
Пер Сефланд женат с 1972 года, имеет двух дочерей.